# GTO: Shonan 14 Days
GTO: Shonan 14 Days (GTO Shonan 14Days?) è un manga ideato da Tōru Fujisawa che racconta le avventure di Eikichi Onizuka, professore ventiduenne ed ex-teppista di Shōnan, membro del duo Oni-Baku. Midquel del famoso manga Great Teacher Onizuka, la serie è composta da nove volumi ed è stata pubblicata in Giappone da Kōdansha dal 16 ottobre 2009 al 17 novembre 2011 e in Italia da Dynit dal 27 ottobre 2010 al 24 aprile 2012.
In coda al nono volume è stato pubblicato il breve manga spin-off di tre capitoli intitolato Black Diamond, incentrato sulle gemelle Riko e Miko.

## Trama
Dopo essere stato ferito dal professor Teshigawara, Eikichi Onizuka è in cura all'ospedale. Come già successo altre volte nella serie madre, scappa dalla struttura. Quando partecipa ad un programma televisivo, racconta senza darci troppo peso che stava per seppellire una sua alunna, Urumi Kanzaki, pensando fosse morta (come raccontato in Great Teacher Onizuka). La dichiarazione scatena scalpore e caos all'istituto Kisshō, ed Eikichi decide di rifugiarsi nella sua Shōnan, la città dove ha trascorso la sua giovinezza da mototeppista (come raccontato in Shonan junai gumi - La banda dell'amore puro di Shonan). Qui Onizuka fa la conoscenza di un'insegnante, Ayame Shiratori, che come lui si occupa di ragazzi difficili, appartenenti però, a differenza del suo caso, ad una casa famiglia chiamata White Swan. Il protagonista, colpito dalla vicenda e dalla bellezza della maestra, decide di aiutarla. 
Nei giorni in cui Onizuka soggiorna al White Swan, non mancano inseguimenti rocamboleschi ed epiche risse, in cui il professore deve destreggiarsi. Nel corso dell'opera si rivedranno anche vecchie conoscenze, prese dalle opere precedenti di Fujisawa, come Shinomi Fujisaki, Urumi Kanzaki e molti degli amici della turbolenta adolescenza di Eikichi che lo assisteranno nelle sue "lezioni speciali" svolte al fine di aiutare i ragazzi. Inizialmente Onizuka trova molte difficoltà nel socializzare con i ragazzi del White Swan e a ciò si vanno ad aggiungere i comportamenti di alcuni genitori, in alcuni casi troppo violenti o in altri del tutto indifferenti per la situazione problematica dei propri figli. Nonostante ciò, Onizuka  riesce a compiere un buon lavoro in soli 14 giorni, stringendo amicizia con tutti e risolvendo i problemi personali di quei ragazzi che si sentivano rifiutati e abbandonati dalla società e dalle loro stesse famiglie, rendendoli di nuovo tutti felici.

## Capitoli
| Nº | Titolo italiano Giapponese 「Kanji」 - Rōmaji | Data di prima pubblicazione              | Data di prima pubblicazione             |
| Nº | Titolo italiano Giapponese 「Kanji」 - Rōmaji | Giapponese                               | Italiano                                |
| 1  | GTO - Shonan 14 Days 1 「GTO Shonan 14Days 1」 | 16 ottobre 2009 ISBN 978-4-06-384201-2   | 27 ottobre 2010 ISBN 978-8-88-213172-2  |
| 1  | Capitoli - Lesson .01: Summer Tour - Lesson .02: Una damigella estremista - Lesson .03: Tipi forti ma effimeri - Lesson .04: Ciò che posso fare per te - Lesson .05: Lei è il diavolo |                                          |                                         |
| 2  | GTO - Shonan 14 Days 2 「GTO Shonan 14Days 2」 | 17 dicembre 2009 ISBN 978-4-06-384229-6  | 24 novembre 2010 ISBN 978-8-88-213173-9 |
| 2  | Capitoli - Lesson .06: Dai un bel calcio all'oscurità! - Lesson .07: Un posticino in cui restarsene soli - Lesson .08: La notte in cui ho deciso di sparire nel nulla - Lesson .09: Bestie della notte - Lesson .10: L'auto nera, le formiche e lui - Lesson .11: La cosa più importante - Lesson .12: My Friends - Lesson .13: La marcia dei santi - Lesson .14: Midnight Fight Man - Special: "All'inseguimento di Onizuka" di GTU (Hiroshi Uchiyamada) - 1 |                                          |                                         |
| 3  | GTO - Shonan 14 Days 3 「GTO Shonan 14Days 3」 | 17 marzo 2010 ISBN 978-4-06-384271-5     | 12 gennaio 2011 ISBN 978-8-88-213174-6  |
| 3  | Capitoli - Lesson .15: Sweet Home - Special: "All'inseguimento di Onizuka" di GTU (Hiroshi Uchiyamada) - 2 - Lesson .16: Saké, Uomini, Donne e Lacrime - Lesson .17: Hello,My Friend! - Lesson .18: Il rigoletto della gioventù - Special: "All'inseguimento di Onizuka" di GTU (Hiroshi Uchiyamada) - 3 - Lesson .19: Una cara gattina sexy - Lesson .20: Volo romantico in solitario - Lesson .21: Un lui pericoloso - Lesson .22: La bianca follia tra i ricordi - Lesson .23: Per far sì che io sia me stesso - Racconto Breve: La leggenda del più forte                      |                                          |                                         |
| 4  | GTO - Shonan 14 Days 4 「GTO Shonan 14Days 4」 | 16 luglio 2010 ISBN 978-4-06-384336-1    | 23 marzo 2011 ISBN 978-8-88-213175-3    |
| 4  | Capitoli - Lesson .24: Yokohama Foggy Night (ヨコハマ・フォギー・ナイト?, Yokohama Fogī Naito) - Lesson .25: Promessa in una notte di luna - Lesson .26: Dark Tattoo Memory - Lesson .27: Black Twin Sister - Lesson .28: Angeli straziati dalle ferite - Lesson .29: Goodbye and Good Luck! - Lesson .30: Help! Help! Help! - Lesson .31: Un grilletto premuto verso il sogno eterno - Special: "All'inseguimento di Onizuka" di GTU (Hiroshi Uchiyamada) - 4 |                                          |                                         |
| 5  | GTO - Shonan 14 Days 5 「GTO Shonan 14Days 5」 | 15 ottobre 2010 ISBN 978-4-06-384385-9   | 27 aprile 2011 ISBN 978-8-88-213176-0   |
| 5  | Capitoli - Lesson .32: La metà perduta (Avenger) - Lesson .33: Oltre l'addio (Missing You…) - Lesson .34: Il riposo dei guerrieri (笑顔のゆくえ?, Egao no yukue) - Special: "All'inseguimento di Onizuka" di GTU (Hiroshi Uchiyamada) - 5 - Special: "All'inseguimento di Onizuka" di GTU (Hiroshi Uchiyamada) - 6 - Special: "All'inseguimento di Onizuka" di GTU (Hiroshi Uchiyamada) - 7 - Lesson .35 1: Oedipus Club 1 (Sweet Revengeその１?, Sweet Revenge sono 1) - Lesson .35 2: Oedipus Club 2 (Sweet Revengeその２?, Sweet Revenge sono 2) - Lesson .36: Lady Interceptor |                                          |                                         |
| 6  | GTO - Shonan 14 Days 6 「GTO Shonan 14Days 6」 | 17 febbraio 2011 ISBN 978-4-06-384450-4  | 25 maggio 2011 ISBN 978-8-88-213192-0   |
| 6  | Capitoli - Lesson .37: Battle Without Honor or Humanity - Lesson .38: to Mother - Lesson .39: Burn - Lesson .40: Young Love - Lesson .41: Just a Rubber - Lesson .42: Hold My Hand - Lesson .43: Summer of Love - Lesson .44: There's No Home for You Here - Lesson .45: Betrayal - Lesson .46: Game of Death |                                          |                                         |
| 7  | GTO - Shonan 14 Days 7 「GTO Shonan 14Days 7」 | 16 settembre 2011 ISBN 978-4-06-384553-2 | 18 gennaio 2012 ISBN 978-8-88-213198-2  |
| 7  | Capitoli - Lesson .47: Bad Dreamer - Lesson .48: Escape - Lesson .49: Nobody Loves Me - Lesson .50: Sister - Lesson .51: Not Alone - Lesson .52: Check Out Love - Lesson .53: Un sentimento d'amore (恋する気持ち?, Koisurukimochi) - Lesson .54: Birdmen (バードメン?, Bādomen) - Lesson .55: Sky High (スカイ・ハイ?, Sukai Hai) - Lesson .56: Footstep in The Dark (フットステップ・イン・ザ・ダーク?, Futtosuteppu in Za Dāku) |                                          |                                         |
| 8  | GTO - Shonan 14 Days 8 「GTO Shonan 14Days 8」 | 17 ottobre 2011 ISBN 978-4-06-384570-9   | 22 febbraio 2012 ISBN 978-8-88-213199-9 |
| 8  | Capitoli - Lesson .57: Bitter Memories (ビター・メモリーズ?, Bitā Memorīzu) - Lesson .58: Angry Fist (アングリー・フィスト?, Angurī Fisuto) - Lesson .59: Bad Romance (バッド・ロマンス?, Baddo Romansu) - Lesson .60: La mappa del futuro che ho afferrato - Lesson .61: L'uomo tanto chiacchierato - Lesson .62: Il canto d'incoraggiamento del vecchio testardo - Lesson .63: Cicatrici (傷跡?, Kizuato) - Lesson .64: Il giorno della decisione (決断の日?, Ketsudan no hi) - Lesson .65: Voglio diventare Superman! (スーパーマンになりたい?, Sūpāman ni naritai)             |                                          |                                         |
| 9  | GTO - Shonan 14 Days 9 「GTO Shonan 14Days 9」 | 17 novembre 2011 ISBN 978-4-06-384584-6  | 24 aprile 2012 ISBN 978-8-88-213200-2   |
| 9  | Capitoli - Lesson .66: Dichiarazione di guerra (宣戦布告?, Sensen fukoku) - Lesson .67: Chase! Chase! Chase! (チェイス！ チェイス！ チェイス！?, Cheisu! Cheisu! Cheisu!) - Lesson .68: Verso l'inferno (地獄へドライブ?, Jigoku e Doraibu) - Lesson .69: Get On The Bus (ゲット・オン・ザ・バス?, Getto on Za Basu) - Last Lesson: La fine dell'estate (夏の終わり?, Natsu no owari) - Extra - Black Diamond - Lesson .1: Shonan Girls - Lesson .2: High School Confidential - Lesson .3: Sweet Bitter Beauty                                                                     |                                          |                                         |